# Обров
Обров (словен. Obrov) — поселення в общині Хрпелє-Козіна, Регіон Обално-крашка, Словенія. Висота над рівнем моря: 579,3 м.